# 山下雄大 (サッカー選手)
山下 雄大（やました ゆうだい、2000年8月23日 - ）は、千葉県出身のプロサッカー選手。徳島ヴォルティス所属。ポジションは、ミッドフィールダー。

## 来歴
柏レイソルのアカデミーで育成されたが、トップチームに昇格することはできなかった。高校卒業後は早稲田大学に進学し、同大サッカー部で西堂久俊、鈴木俊也らとプレー。2022年9月9日、2023年シーズンからの徳島ヴォルティス加入内定が発表された。
2023年2月19日、J2リーグ開幕戦の大分トリニータ戦で途中出場しプロデビュー。
2024年、レイラック滋賀FCに期限付き移籍。
2025年、徳島に復帰。

## 所属クラブ
- 柏レイソルU-12（浦安市立高洲小学校）
- 柏レイソルU-15（浦安市立高洲中学校）
- 柏レイソルU-18（日本体育大学柏高等学校）
- 早稲田大学
- 2023年 -  徳島ヴォルティス
  - 2024年  レイラック滋賀FC（期限付き移籍）

## 個人成績
| 国内大会個人成績 | 国内大会個人成績 | 国内大会個人成績 | 国内大会個人成績 | 国内大会個人成績 | 国内大会個人成績 | 国内大会個人成績 | 国内大会個人成績 | 国内大会個人成績 | 国内大会個人成績 | 国内大会個人成績 | 国内大会個人成績 |
| 年度             | クラブ           | 背番号           | リーグ           | リーグ戦         | リーグ戦         | リーグ杯         | リーグ杯         | オープン杯       | オープン杯       | 期間通算         | 期間通算         |
| 年度             | クラブ           | 背番号           | リーグ           | 出場             | 得点             | 出場             | 得点             | 出場             | 得点             | 出場             | 得点             |
| 日本             | 日本             | 日本             | 日本             | リーグ戦         | リーグ戦         | リーグ杯         | リーグ杯         | 天皇杯           | 天皇杯           | 期間通算         | 期間通算         |
| ---------------- | ---------------- | ---------------- | ---------------- | ---------------- | ---------------- | ---------------- | ---------------- | ---------------- | ---------------- | ---------------- | ---------------- |
| 2023             | 徳島             | 25               | J2               | 5                | 0                | -                | -                | 2                | 0                | 7                | 0                |
| 2024             | 滋賀             | 25               | JFL              | 11               | 0                | -                | -                | -                | -                | 11               | 0                |
| 2025             | 徳島             | 25               | J2               |                  |                  |                  |                  |                  |                  |                  |                  |
| 通算             | 日本             | 日本             | J2               | 5                | 0                | -                | -                | 2                | 0                | 7                | 0                |
| 通算             | 日本             | 日本             | JFL              | 11               | 0                | -                | -                | -                | -                | 11               | 0                |
| 総通算           | 総通算           | 総通算           | 総通算           | 16               | 0                | -                | -                | 2                | 0                | 18               | 0                |